# Maru 4 Keikaku
Das 4. Kreis-Bauprogramm (japanisch マル4計画, 第四次海軍軍備充実計画 Maru 4 Keikaku, Dai-Yon-Ji Kaigun Gunbi Jūjitsu Keikaku) war ein Flottenrüstungsprogramm der Kaiserlich Japanischen Marine von 1939. Es ist das letzte der vier Programme, welche für die japanische Marine in den 1930ern bewilligt wurden.

## Allgemeines
Die japanische Marine hatte bereits mit den Rüstungsprogrammen von 1931, 1934 und 1937 164 neue Kriegsschiffe und 36 neue Staffeln für die Marineluftstreitkräfte auf den Weg gebracht. Das 4. Kreis-Bauprogramm wurde der japanischen Regierung vom Marineministerium unterbreitet und vom Reichstag 1939 ratifiziert. Das Programm forderte den Bau von 80 neuen Kriegsschiffen – darunter zwei Schlachtschiffen und einem Flugzeugträger – und für die Marineluftstreitkräfte eine Erweiterung um 75 Staffeln. Die zugeteilten Mittel betrugen 1,6 Milliarden ¥.

## Einheiten
| Schiffstyp        | Klasse          | Einheiten | Einheiten | Einheiten   | Bemerkungen |
| Schiffstyp        | Klasse          | Bau-Nr.   | Name | Bauzeitraum | Bemerkungen |
| ----------------- | --------------- | --------- | --- | ----------- | --- |
| Schulkreuzer      | Katori          | 101       | Kashii (#101) | 1939–41     | |
| Minenleger        | Hatsutaka       | 102       | Wakataka (#102) | 1940–41     | |
| Versorgungsschiff | Sunosaki        | 103       | Sunosaki (#103) | 1942–43     | |
| Zerstörer         | Akizuki         | 104 – 109 | Akizuki (#104), Teruzuki (#105), Suzutsuki (#106), Hatsuzuki (#107), Niizuki (#108), Wakatsuki (#109)                                                                                | 1940–43     | |
| Schlachtschiff    | Yamato          | 110 – 111 | Shinano (#110), Schiff 111 (#111) | 1940–44     | Shinano – ab Juni 1942 zum Flugzeugträger umgebaut Schiff 111 – zu 30–40 % fertiggestellt, dann Baustopp und weiteren Material anderweitig verwendet |
| Zerstörer         | Kagerō          | 112 – 114 | Arashi (#112), Hagikaze (#113), Maikaze (#114), Akigumo (#115) | 1939–41     | Akigumo – ursprünglich als Einheit der Yūgumo-Klasse geplant                                                                                         |
| Zerstörer         | Yūgumo          | 115 – 129 | Yūgumo (#116), Makigumo (#117), Kazagumo (#118), Naganami (#119), Makinami (#120), Takanami (#121), Ōnami (#122), Kiyonami (#123), Tamanami (#124), Suzunami (#126), Fujinami (#127) | 1940–43     | Bau-Nr. 115 und 125 mit veränderten Entwurf gebaut, Bauaufträge für Bau-Nr. 128 und 129 annulliert und Mittel zum Bau der Yamato-Klasse verwendet    |
| Zerstörer         | Shimakaze       | 125       | Shimakaze (#125) | 1941–43     | ursprünglich als Einheit der Yūgumo-Klasse geplant                                                                                                   |
| Flugzeugträger    | Taihō           | 130       | Taihō (#130) | 1941–44     | |
| Seeflugzeugtender | Akitsushima     | 131       | Akitsushima (#131) | 1940–42     | |
| Leichter Kreuzer  | Agano           | 132 – 135 | Agano (#132), Noshiro (#133), Yahagi (#134), Sakawa (#135) | 1940–44     | |
| Leichter Kreuzer  | Ōyodo           | 136 – 137 | Ōyodo (#136) | 1941–43     | Bauauftrag Schiff 137 nicht vergeben |
| U-Boote           | Junsen A        | 138       | I-11 (#138) | 1940–42     | |
| U-Boote           | Junsen B1       | 139 – 153 | I-26 (#139), I-27 (#140), I-28 (#141), I-29 (#142), I-30 (#143), I-31 (#144), I-32 (#145), I-33 (#146), I-34 (#147), I-35 (#148), I-36 (#149), I-37 (#150), I-38 (#151), I-39 (#152) | 1939–43     | Auftrag Baunr. 153 annulliert und Mittel zum Bau der Yamato-Klasse verwendet                                                                         |
| U-Boote           | Kaidai VII      | 154 – 163 | I-76 (#154), I-77 (#155), I-78 (#156), I-79 (#157), I-80 (#158), I-181 (#159), I-182 (#160), I-183 (#161), I-184 (#162), I-185 (#163)                                                | 1940–43     | |
| Minensuchboote    | Sōkaitei Nr. 19 | 164 – 169 | Nr.19 (#164), Nr.20 (#165), Nr.21 (#166), Nr.22 (#167), Nr.23 (#168), Nr.24 (#169)                                                                                                   | 1940–43     | |
| Minenleger        | Sokuten         | 170 – 179 | Hirashima (#170), Hōko (#171), Ishizaki (#172), Takashima (#173), Saishū (#174), Niizaki (#175), Yurijima (#176), Nuwajima (#177), Maeshima (#178)                                   | 1939–43     | Bauauftrag für die Moroshima (#179) im Jahr 1942 storniert                                                                                           |
| U-Jagd-Boot       | Kusentei Nr. 13 | 180 – 183 | Nr.13 (#180), Nr.14 (#181), Nr.15 (#182), Nr.16 (#183) | 1940–41     | |
| Kabelleger        | Hashima         | –         | Hashima, Tsurushima, Ōdate, Tateishi | 1939–41     | |
| Kühlschiff        | Nr. 4006        | –         | Nr.4006 | 1940        | später umbenannt in Kinesaki |
| Kühlschiff        | Nr. 4007        | –         | Nr.4007 | 1939–41     | später umbenannt in Nosaki |